# Djimon Oré
Djimon Oré est un homme politique togolais. 

## Carrière politique
Il est ministre de la Communication dans le gouvernement de Gilbert Fossoun Houngbo et celui de Kwesi Séléagodji Ahoomey-Zunu.